# Elvir Čolić
Elvir Čolić (sinh 17 tháng 7 năm 1986) là một cầu thủ bóng đá Bosnia và Herzegovina hiện tại thi đấu cho NK GOŠK Gabela.